# Hrabstwo Stutsman

Piramida wieku hrabstwa

Hrabstwo Stutsman (ang. Stutsman County) to hrabstwo w stanie Dakota Północna w Stanach Zjednoczonych. Hrabstwo zajmuje powierzchnię 5 952,47 km². Według szacunków United States Census Bureau w roku 2006 liczyło 20 761 mieszkańców. Siedzibą administracji hrabstwa jest miasto Jamestown.

## Miejscowości
- Buchanan
- Courtenay
- Cleveland
- Jamestown
- Kensal
- Medina
- Montpelier
- Pingree
- Spiritwood Lake
- Streeter
- Woodworth

## CDP
- Spiritwood
- Ypsilanti